# Simon Khan

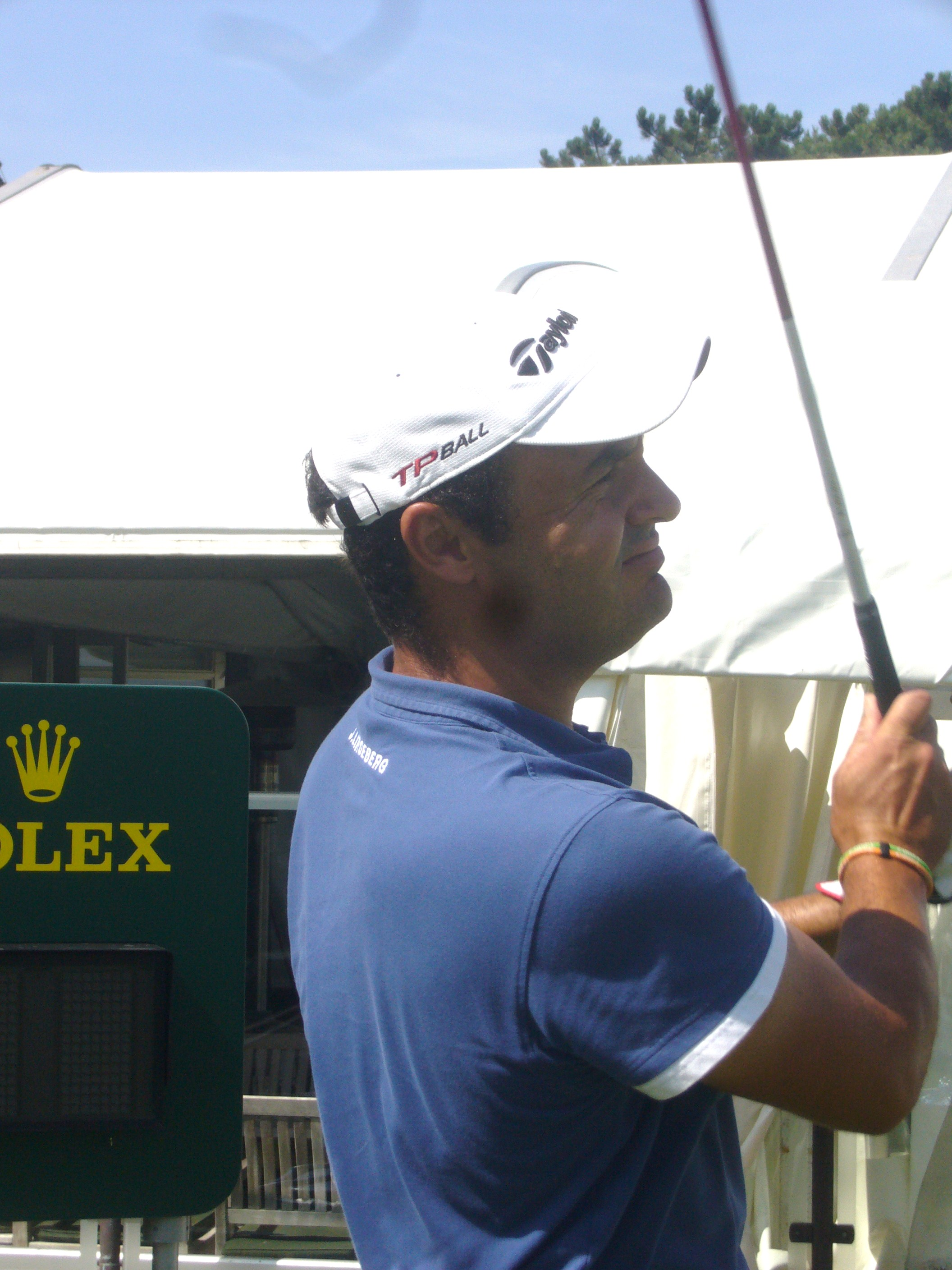
KLM Open 2009.

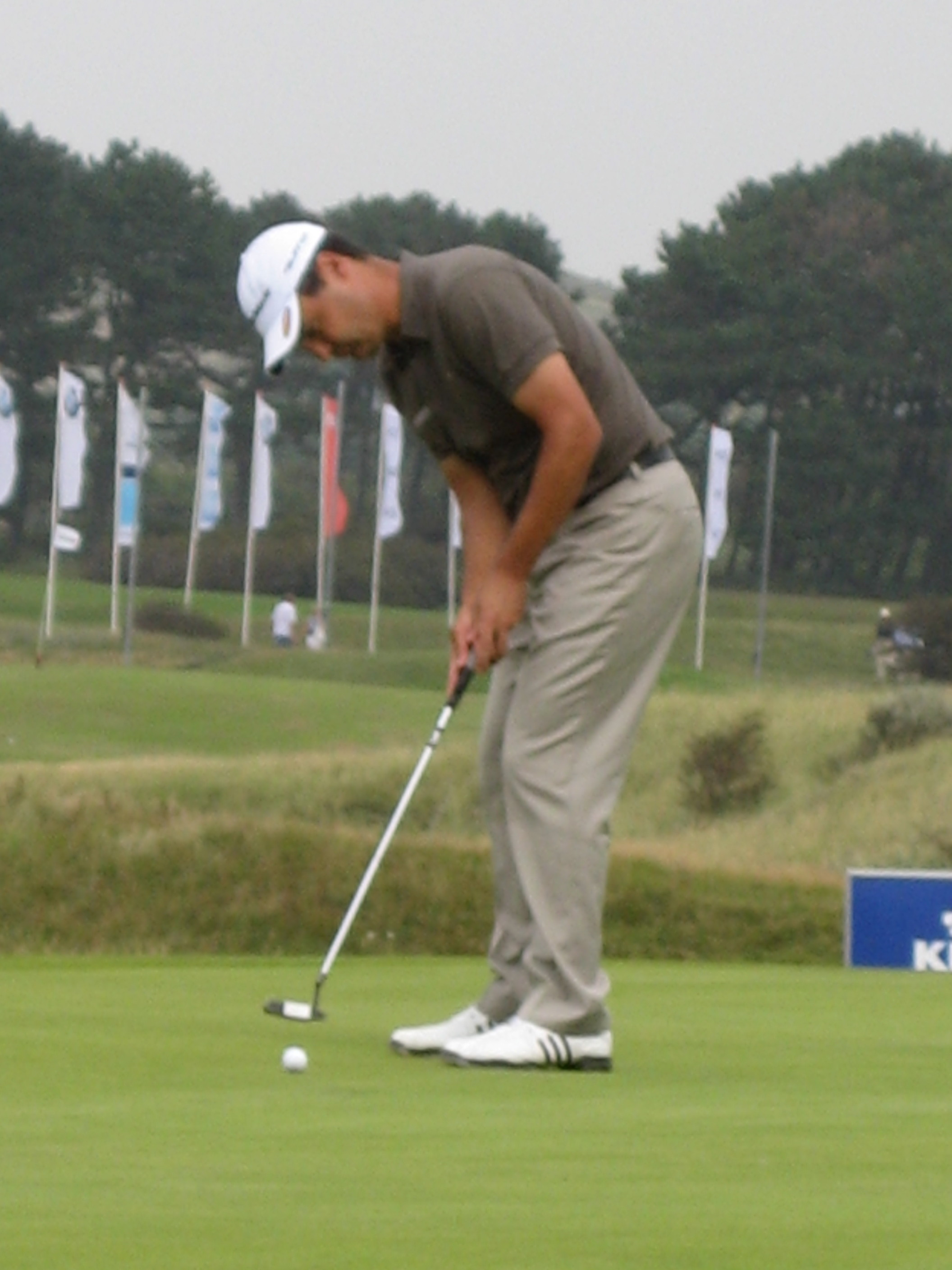
KLM Open 2007

Simon Khan (Epping, 16 juni 1972) is een golfprofessional uit Engeland.
Khan begon in 1984 met golf nadat hij met zijn grootvader zag hoe Severiano Ballesteros op St Andrews het Brits Open won en het Wereldkampioenschap Matchplay op Wentworth.

## Professional
Op achttienjarige leeftijd werd Khan professional en begon als assistent-professional op de Theydon Bois Golf Club in Essex.
In 2004 brak hij het baanrecord met een ronde van 61 tijdens de eerste ronde in Wales, zakte toen af en begon aan de laatste zeven holes van de vierde ronde met vier slagen achterstand. Hij haalde toch de play-off en versloeg Paul Casey in de tweede extra hole.
Sinds 2003 stond hij in de top-100 van de Europese Tour, en behield steeds zijn spelerskaart. In 2009 ging het minder goed, zijn beste resultaat was een 9de plaats bij het Enjoy Jakarta Indonesia Open en hij eindigde op de 127ste plaats, zodat hij naar de Tourschool terug moest. Daar won hij, dus hij heeft een volle spelerskaart voor 2010.
Op uitnodiging van sponsors mocht hij meedoen aan het Brits PGA Kampioenschap op Wentworth en won het toernooi. Met een birdie op de laatste hole voorkwam hij een play-off tegen De eerste prijs leverde € 750.000 op. Met een birdie op de laatste hole en een laatste ronde van 66 voorkwam hij een play-off tegen Luke Donald en Fredrik Andersson Hed. Een dag later vertrok hij naar Walton Heath Golf Club om te proberen zich te kwalificeren voor het US Open.

### Gewonnen

#### Europese Tour
- 2004: The Celtic Manor Wales Open
- 2010: Brits PGA Kampioenschap

#### Elders
- 1996: Essex Open
- 1999: East Region Championship
- 2000: Essex Open